# Òxid de manganès(IV)
L'òxid de manganès(IV) o diòxid de manganès (fórmula química: MnO₂), és un òxid covalent del manganès. Conegut com a pirolusita, és l'òxid més important del manganès, però no el més estable. S'utilitza en pintures i vernissos per pintar vidres i ceràmica. I en l'obtenció de clor, iode i com despolaritzador en piles seques.
Reacciona amb el peròxid d'hidrogen i el descompon:
2H  2  O  2  + MnO  2  --> 2H  2  O + MnO  2  + O  2 
Aquí l'òxid de manganès (IV) actua com a catalitzador.

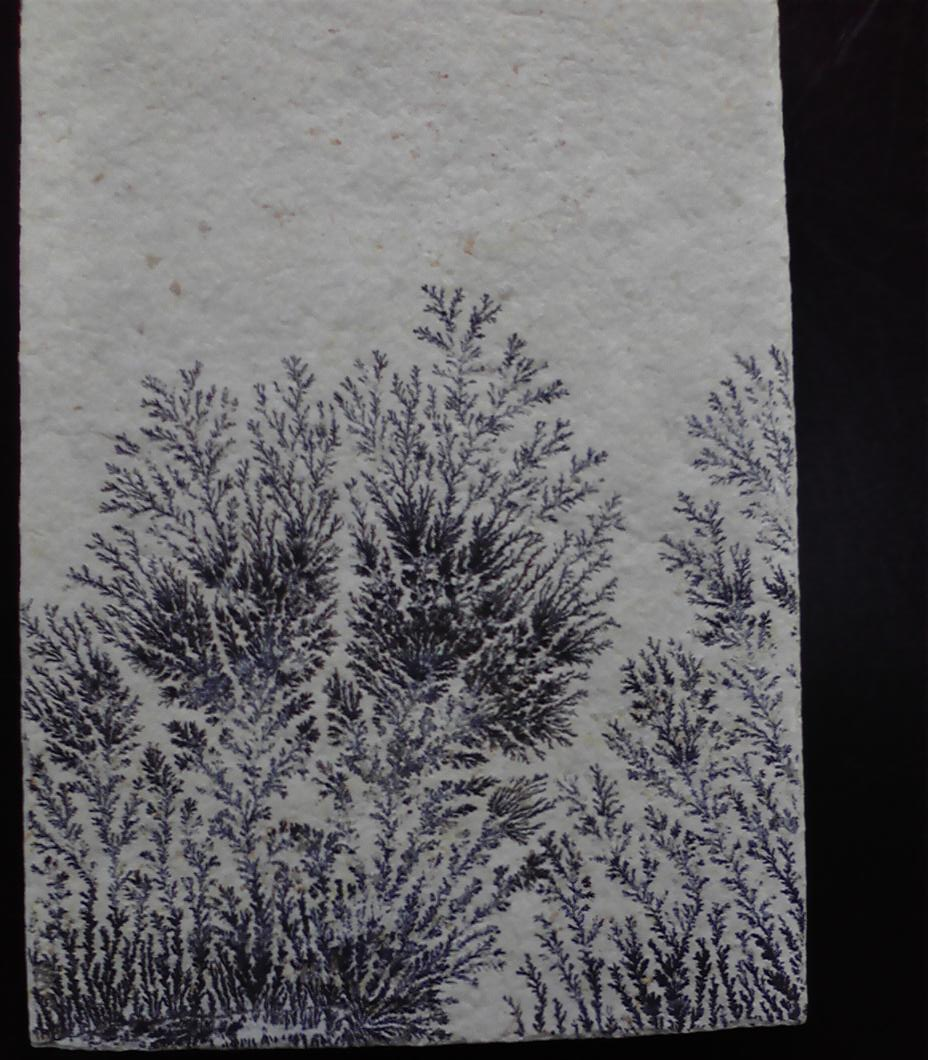
Dendrites de pirolusita (òxid de manganès (IV)) en el pla d'estratificació d'una calcària de Solnhofen.